# Телиги
Телиги (якут. Тиэлиги) — село, центр I Нахаринского наслега Мегино-Кангаласского улуса.
Расположено на левом берегу р. Хомпу (правого притока р. Таммы), в 75 км к юго-востоку от улусного центра — пгт Нижний Бестях. В селе — центральная усадьба коллективного предприятия «Телиги», основные производства — мясное скотоводство, мясное табунное коневодство. Имеются Дом культуры, средняя общеобразовательная школа, учреждения здравоохранения и торговли.

## Краткая характеристика
Село Телиги официально зарегистрировано в 1970 году.

## Население
| 2002 | 2010 | 2012 | 2013 | 2014 | 2015 | 2016 |
| ---- | ---- | ---- | ---- | ---- | ---- | ---- |
| 585  | ↘534 | ↘529 | ↗531 | ↘529 | ↗538 | →538 |
| 2017 | 2018 | 2019 | 2020 | 2021 |      |      |
| ↗543 | ↘531 | ↘523 | ↘515 | ↘505 |      |      |

Население 528 человек, из них женщин — 257, мужчин — 271. Пенсионеров — 69, из них ветеранов тыла — 27. Инвалидов — 28, из них детей — 4. Студенты: в ВУЗах обучается 18 человек, в ССУЗах — 17, в ПТУ — 3. Молодежи до 30 лет — 59 человек. Безработных — 26, в том числе на учете ЦТИЗ — 5. Всего хозяйств — 151, из них крестьянских хозяйств — 23.

## Хозяйство
Хозяйства в основном занимаются выращиваем скота, лошадей, свиней, кур. Всего КРС — 377 у частных лиц, у крестьянских хозяйств — 559, в том числе коров — 110 у частных лиц, 167 — у крестьянских хозяйств. Лошадей всего — 98 у частных лиц, 166 у крестьянских хозяйств. Свиней 159, кур — 484. Сдали молока государству 180 тонн, овощей 20 тонн, картофеля — 25 тонн. Сена заготовили 1500 тонн. Среди крестьянских хозяйств передовыми являются крестьянские хозяйства, руководимые Захаровым В. Ф., Петровой И. К., Пахомовым П. С..
Ежегодно проводятся смотры «Лучшая усадьба», «Лучше подсобное хозяйство».

## Образование
Первая школа образована в 1909 году. В настоящее время в школе обучается и воспитывается 126 учащихся, работает 35 педагогических работников, из них с высшим образованием — 16. Директором с этого года работает Пахомова И. В.. Школа гордится именами своих ветеранов: Петров А. А., ветеран педагогического труда, много лет проработавший директором, Свинобоева Г. С., отличник просвещения РСФСР, Пахомова Н. В., Солдатова Н. И., отличники образования Республики Саха (Якутия) и другие.
Детсад имеет 18 работников, из них 8 педработников. В здании проведен капитальный ремонт.

## Здравоохранение
В селе есть фельдшерско-акушерский пункт. Руководит его работой Денисова М. В., отличник здравоохранения Республики Саха (Якутия).
По итогам 2001 года наслег стал обладателем Гранта по ЗОЖ в улусе. Наслег занял 2 место в эстафете культуры и спорта в улусе, также 2 место в улусе по итогам комплексной спартакиады.